# Pimenta-de-são-tomé
A pimenteira-de-são-tomé (Piper guineense) é uma planta vivaz, da família das piperáceas, nativa da África tropical. Tal espécie de planta possui folhas ovadas e frutos globosos vermelhos, utilizados como condimento, depois de secos. Também é conhecida pelo nome de jiefo.
É a planta cujo óleo essencial tem a maior quantidade de cariofileno relativa à massa.